# وینسنت بعثات
وینسنت بعثات (انگلیسی: Vincent Bessat؛ زادهٔ ۸ نوامبر ۱۹۸۵) بازیکن فوتبال اهل فرانسه است.
از باشگاه‌هایی که در آن بازی کرده‌است می‌توان به باشگاه فوتبال تولوز، باشگاه فوتبال کان، باشگاه فوتبال نانت، و باشگاه فوتبال متس اشاره کرد.